# Suseni (okręg Gorj)
Suseni – wieś w Rumunii, w okręgu Gorj, w gminie Runcu. W 2011 roku liczyła 329 mieszkańców.